# Leistungszuschlag (Wehrsold)
Leistungszuschlag nach § 8a Wehrsoldgesetz haben Reservisten in Deutschland erhalten, die in die Verstärkungsreserve oder die Personalreserve beordert wurden und so regelmäßig an Wehrübungen teilnahmen. Der entsprechend Paragraph des Wehrsoldgesetzes wurde am 15. November 2015 gestrichen. Stattdessen erhalten Teilnehmer einer Wehrübung nach dem Vierten Abschnitt des Soldatengesetzes einen Zuschlag zur steuerfreien Reservistendienstleistungsprämie nach Spalte 3, Anlage 2 Unterhaltssicherungsgesetz, wenn Berufssoldaten oder Soldaten auf Zeit an diesem Dienstort Anspruch auf Auslandsdienstbezüge oder Auslandstrennungsgeld haben. Wehrübende erhalten einen Auslandsverwendungszuschlag unter den gleichen Voraussetzungen, zum gleichen Zeitpunkt und in gleicher Höhe wie Berufssoldaten und Soldaten auf Zeit.
Nahmen diese Reservisten an mindestens dreitägigen Wehrübungen teil, erhielten sie den Leistungszuschlag ab dem 25. Wehrübungstag, Soldaten in der Laufbahn der Mannschaften, die sich freiwillig verpflichtet hatten, bereits ab dem 13. Wehrübungstag. Der Leistungszuschlag betrug 25,56 Euro pro Werktag und 38,35 Euro am Samstag, Sonntag oder einem gesetzlichen Feiertag, höchstens aber 434,60 Euro pro Kalenderjahr. Einsatzreservisten erhielten einen erhöhten Leistungszuschlag in Höhe von 51,13 Euro pro Tag vom 25. bis zum 48. Wehrübungstag und 76,69 Euro ab dem 49. Wehrübungstag, höchstens jedoch 1278,23 Euro im Einsatzjahr. Der Auslandsverwendungszuschlag wurde auf den Leistungszuschlag angerechnet. Im Spannungs- und Verteidigungsfall sowie an dienstfreien Tagen wurde kein Leistungszuschlag gewährt.